# Melanosuchus
Melanosuchus es un género de caimanes perteneciente a la familia Alligatoridae. Incluye una especie actual, el caimán negro (Melanosuchus niger), y una especie extinta, Melanosuchus latrubessei, conocida a partir de fósiles encontrados en América del Sur
.  

## Especies
Melanosuchus incluye estos 2 especies.
- Melanosuchus niger
- †Melanosuchus latrubessei